# TELES AG Informationstechnologien
Die TELES Aktiengesellschaft Informationstechnologien ist ein Hersteller von Kommunikationslösungen für Carrier und Geschäftskunden. Weltweit haben nach eigenen Angaben 300 Netzbetreiber und Geschäftskunden Lösungen und Technologien von TELES im Einsatz. Die TELES AG verkauft Teilnehmer-, Festnetzersatz- und Netzinfrastrukturlösungen sowie Produkte für die Netzzusammenschaltung.

## Geschichte
Im Jahr 1983 gründete Sigram Schindler die „TELES GmbH“ in Berlin in Kooperation mit der Technischen Universität Berlin. Bis 2001 vertrat Schindler als Professor das Fachgebiet Kommunikations- und Betriebssysteme (KBS) an der Technischen Universität Berlin. Das Unternehmen wurde von der Beteiligungsgesellschaft 3i mit Wagniskapital von 26 Millionen DM ausgestattet und konnte so schnell wachsen. 1995 betrug der Umsatz 21 Millionen DM, 1996 schon 70 Millionen DM und beim Börsengang 1998 bereits 192 Millionen DM. Das Unternehmen wurde ab 1998 am Neuen Markt gehandelt und dort im Nemax 50 enthalten. Die Erlöse des Börsengangs wurden auch genutzt, die Beteiligung von 3i zurückzuzahlen. In der Summe flossen 150 Millionen DM an die 3i zurück. 1997 wählte das Manager Magazin Schindler zum „High-Tech-Manager des Jahres 1997“. Im Jahr 1999 kaufte TELES den Elektronik-Händler Gravis.
Mit dem Aufblähen der Dotcom-Blase stiegen auch die Kurse der TELES AG, um nach dem Platzen der Blase wieder zusammenzubrechen. Bis 2013 wurden die Beteiligungen nach und nach wieder abgestoßen. Die ehemalige Tochtergesellschaft Strato wurde 2005 an die freenet AG verkauft, ging 2009 in den Besitz der Deutschen Telekom und 2017 zu United Internet.
In den 1990er-Jahren war Teles Hersteller von ISDN-Produkten wie ISDN-Karten und ISDN-Terminaladapter sowie professioneller ISDN-Telefonanlagen. Im Jahr 2000 wurden Produktion, Vertrieb, Treibersoftware-Weiterentwicklung und Support eingestellt.
2021 übernahm Teles die Berliner GVL Rechenzentrum GmbH.
2024 firmierte sich die TELES AG in die Arzneiwerk AG VIDA um.

## Portfolio
Zu den Leistungen des Unternehmens zählen
- IP Centrex/Managed Cloud Services
- Business Trunking
- Interconnection
- Wholesale Trading
- Teilnehmer-Lösungen
- Mobile Centrex
- Business Continuity

Produkte des Unternehmens sind:
- Softswitches
- Anwendungsserver

## Unternehmensstruktur

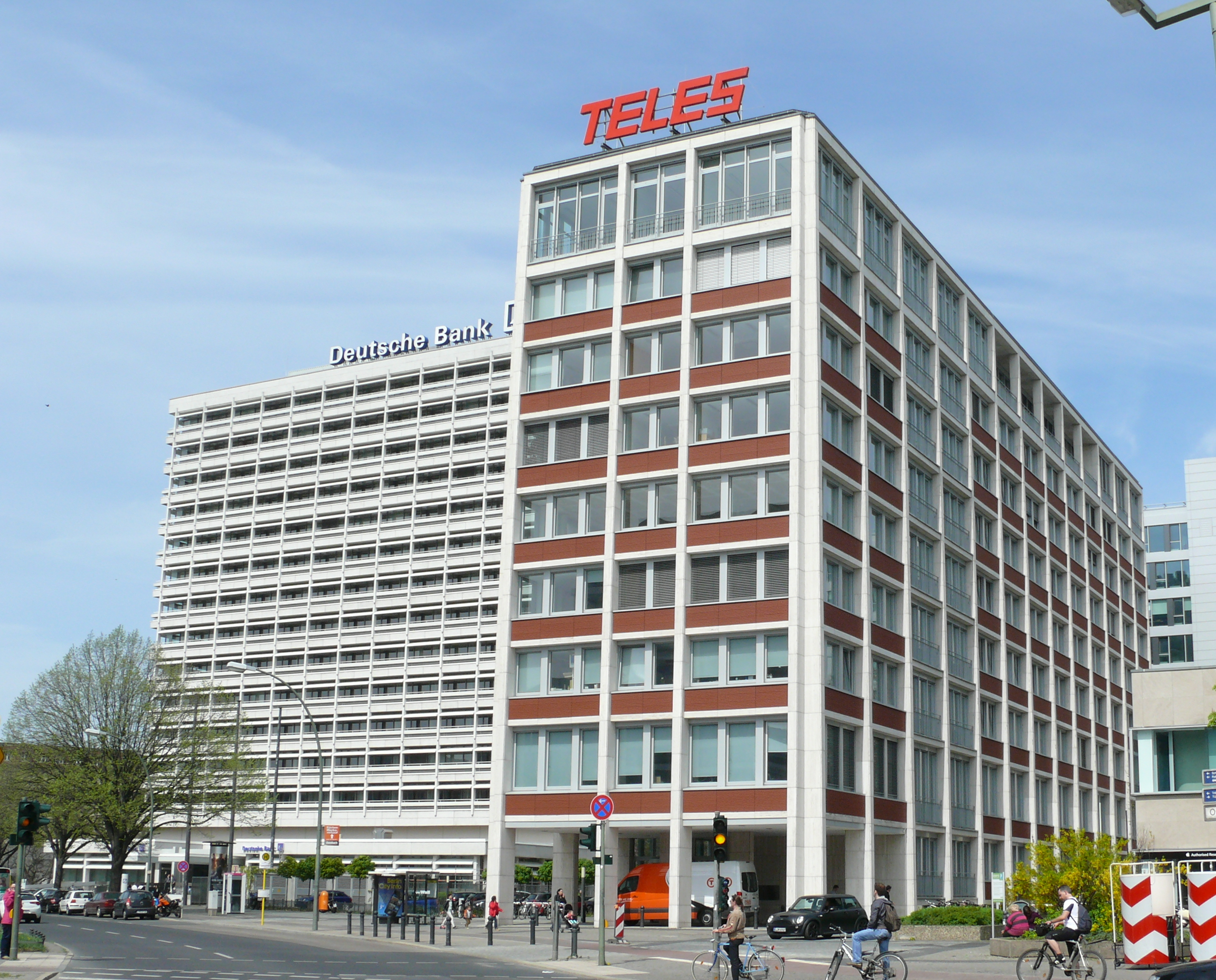
Bürohaus am Ernst-Reuter-Platz

### Vorstand
Der Vorstand der TELES AG besteht zurzeit aus einem Mitglied (Stand: 1. Januar 2024):
- Sascha Knoche, CEO

### Aufsichtsrat
Der Aufsichtsrat der TELES AG hat derzeit drei Mitglieder (Stand: 2. Juli 2020):
- Joachim Schwarzer (Vorsitzender)
- Markus Gernot Schmieta (Stellvertreter)
- Hartmut Brandt

### Wesentliche Anteilseigner
Zu den wesentlichen Anteilseignern gehören die Trontec Solutions GmbH / Dirado Vermögensverwaltungs GmbH (48,28 %), Simblion GmbH (12,00 %) und die Thomas Lüllemann (5,50 %), sowie Privatinvestoren (Stand: 31. Dezember 2020).